# Ptychostomella bergensis
Ptychostomella bergensis är en djurart som tillhör fylumet bukhårsdjur, och som beskrevs av Clausen 1996. Ptychostomella bergensis ingår i släktet Ptychostomella och familjen Thaumastodermatidae. Inga underarter finns listade i Catalogue of Life.